# Enlèvement
Pour les articles homonymes, voir Enlèvement (homonymie), rapt (homonymie), ravissement et kidnapping (homonymie).

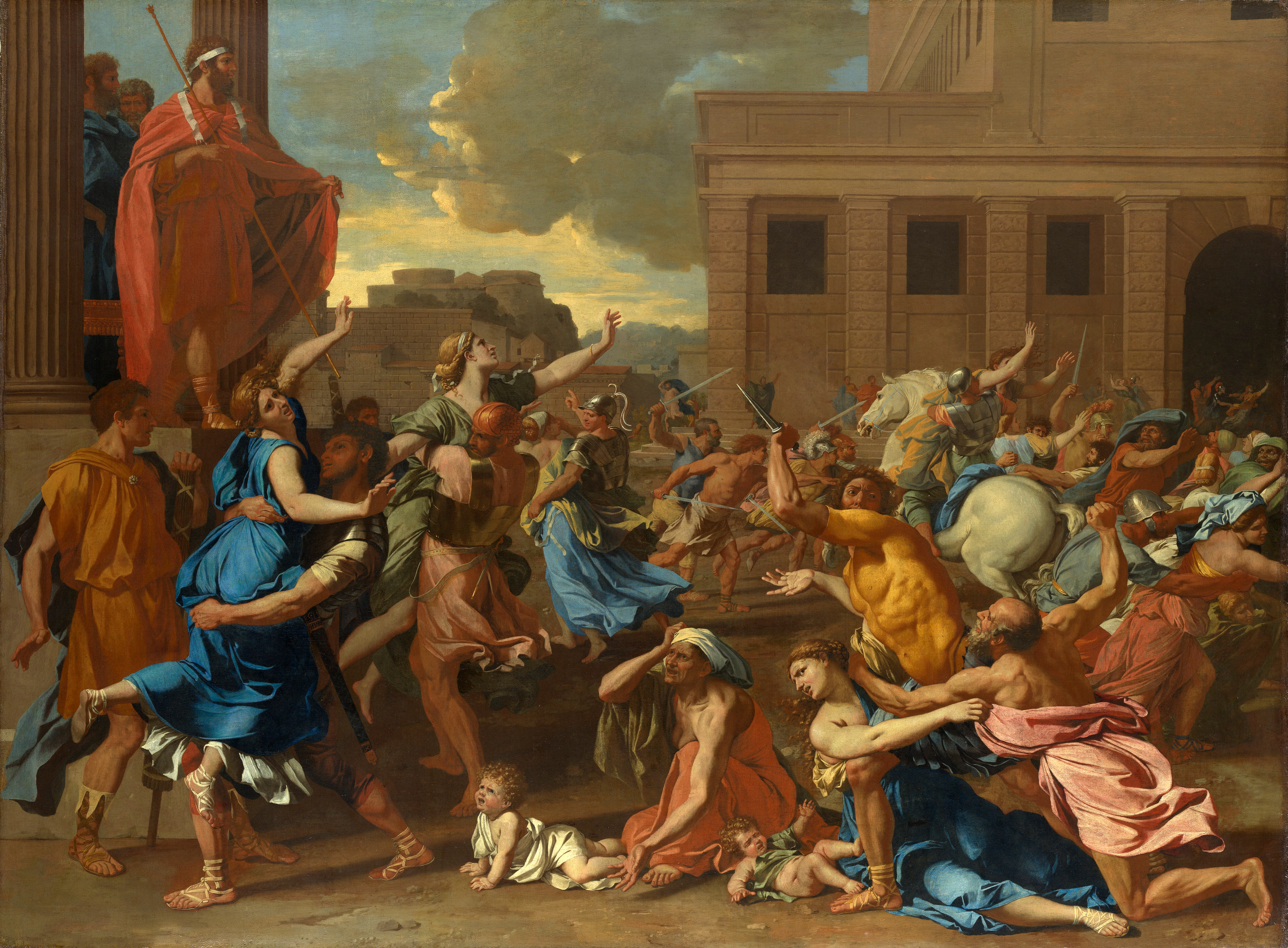
Tableau de Nicolas Poussin, L'Enlèvement des Sabines (1634).

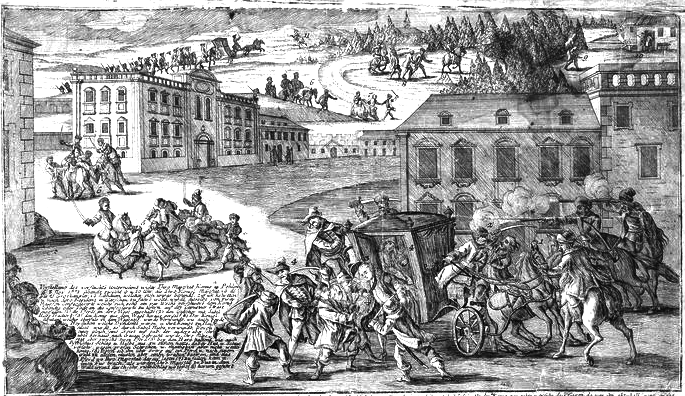
Illustration du XVIIIe siècle représentant l'enlèvement de Stanislas II de Pologne en 1771.

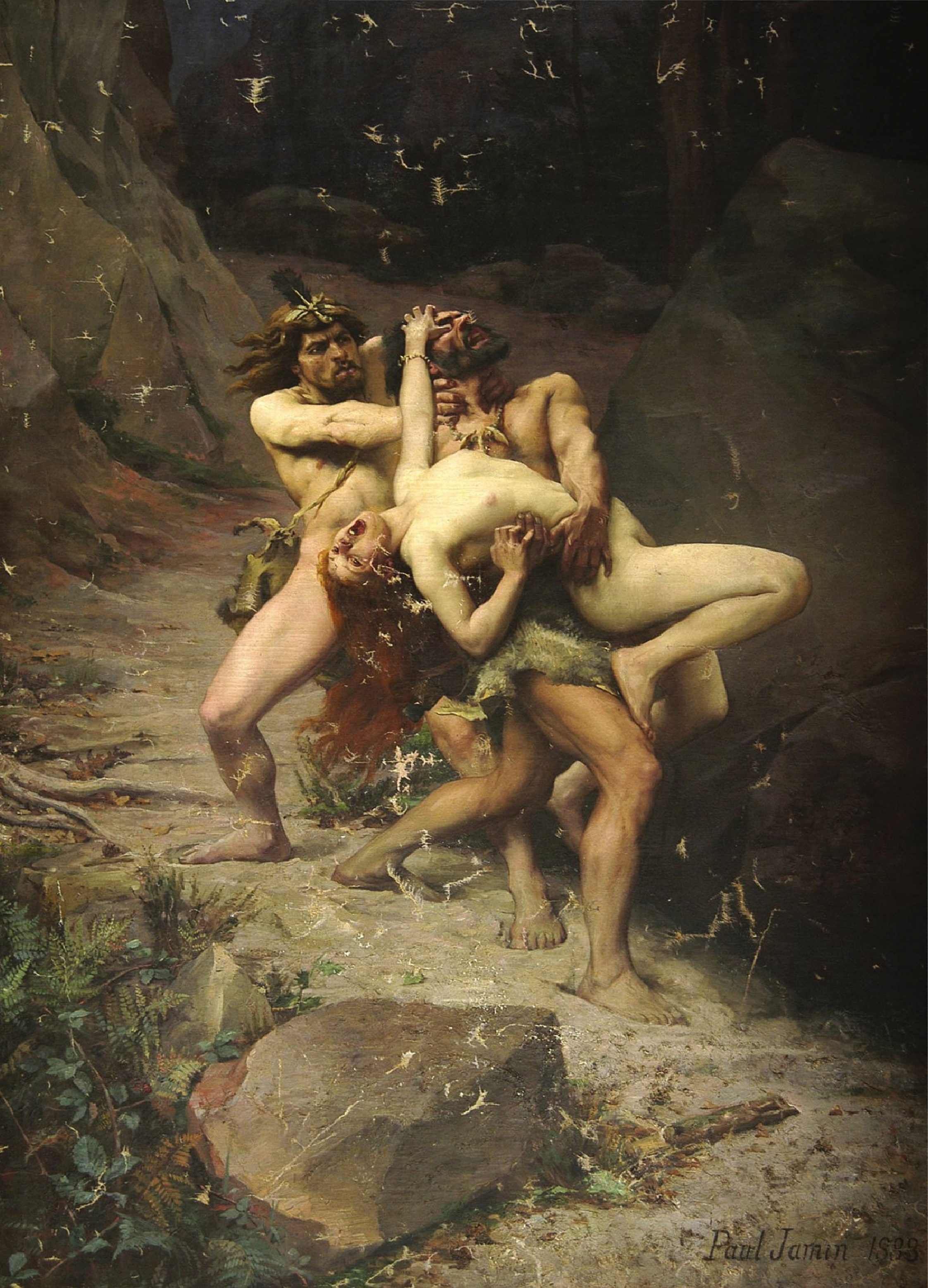
Rapt à l'âge de pierre, thème mythique antique de l'enlèvement des femmes et scène de genre typique de l'art académique qui permet de faire entrer la sexualité féminine dans les salons bourgeois (Paul Jamin, 1888).

Un enlèvement, également appelé rapt, ravissement ou kidnapping, est l'action qui consiste à s'emparer de quelqu'un et à le détenir, contre sa volonté, généralement par la force, souvent dans l'intention de l'échanger contre une rançon ou une compensation en nature : libération de prisonniers, fourniture d'armes, impunité pour certains chefs d'État ou criminels… Un enlèvement peut aussi être réalisé sans perspective de libérer la victime, notamment lorsque le but est de lui faire subir des sévices sexuels.
Lorsque le but de l'enlèvement est de servir de moyen de chantage (la ou les victimes ne seront libérées que si telle et telle conditions sont remplies), dans un contexte criminel, politique, de guerre ou autre, on parle de prise d'otages.
Lorsque la personne est privée de liberté contre son gré en dehors de toute autorité légale, on parle de séquestration, la personne séquestrée n'étant alors pas forcément enlevée – ce qui est le cas, par exemple, d'une personne retenue prisonnière dans un lieu où elle s'est rendue librement.

## Étymologie
- Le mot enlèvement provient du moyen français enlievement au sens « action de soulever », dérivé du verbe enlever au sens « lever en haut », dérivé du verbe latin levare. Le mot au sens moderne est attesté en français depuis 1551[2].

- Le nom masculin rapt est la réfection savante opérée au XIVe siècle de l'ancien français rap (1155) également attesté sous la forme populaire rat (1237) et qui pourrait aussi être un emprunt francisé[3]. Il est emprunté au latin raptus « enlèvement, rapt », dérivé du verbe rapere « emporter, entraîner violemment ; enlever, ravir ». Il a été employé en moyen français (1283) avec le sens de « viol » qui correspond à celui de l'anglais rape, lui-même issu du latin rapere. Le verbe actuel ravir et son déverbal ravissement peuvent en même temps désigner « être enlevé de force » dans son sens premier, ou dans un deuxième sens « éprouver de la joie, être transporté » ; cela provient du sens religieux du ravissement « être ravi en Dieu », c'est-à-dire « être emporté en union spirituelle avec Dieu »[4]. Pour pallier cet équivoque du verbe ravir, le verbe rapter est parfois employé familièrement[3] comme Dominique Ponchardier dans Gaffe au gorille en 1954[5].

- L'anglicisme kidnapping vient de kidnap, composé de kid (enfant) et nap, variante de nab, signifiant familièrement « choper », « cueillir », dans le sens d'« enlever », « arrêter ». Ce mot était initialement utilisé dans les colonies américaines pour désigner le vol des enfants qui servaient de domestiques et de travailleurs[6]. Par abus de langage, le kidnapping ne concerne plus seulement le rapt d'enfant, mais de toute personne quel que soit son âge.

## Statistiques

### Enlèvements criminels et terroristes
|    | 1999           | 2008        |
| -- | -------------- | ----------- |
| 1  | Colombie       | Mexique     |
| 2  | Mexique        | Pakistan    |
| 3  | Brésil         | Venezuela   |
| 4  | Philippines    | Nigeria     |
| 5  | Venezuela      | Inde        |
| 6  | Équateur       | Afghanistan |
| 7  | Russie         | Colombie    |
| 8  | Nigeria        | Somalie     |
| 9  | Inde           | Brésil      |
| 10 | Afrique du Sud | Honduras    |

Certaines régions du monde sont particulièrement touchées par les enlèvements comme l'Inde (1 948 cas dans l'État du Bihar en 2002, 54 723 enfants kidnappés dans tout le pays en 2016),,, la Colombie (3 500 cas signalés en 2000, 282 en 2010, 123 en 2011), le Venezuela (entre 600 et 1800 cas par an dans les années 2010),, le Nigeria (630 cas entre mai 2016 et mai 2017), le Brésil (307 cas dans l'État de São Paulo en 2001), Haïti (266 cas en 2008),, l'Irak (71 cas en 2011), Madagascar (une centaine de cas officiels entre 2010 et 2018),. Pour l'année 2007, la police mexicaine a enregistré 438 enlèvements contre rançon, mais le chiffre réel serait plus élevé, car beaucoup de ces enlèvements ne sont pas signalés.
Un rapport de l'OTAN sur le terrorisme relève un total de 1 923 enlèvements en 2011 selon les sources publiques. Les principaux pays touchés sont la Somalie (473), l'Inde (285), l'Afghanistan (246) et le Pakistan (201).
Selon le Centre français de recherche sur le renseignement (CF2R), entre 20 000 à 30 000 personnes seraient enlevées chaque année dans le monde, dont un quart d'Occidentaux, sans compter les cas d'enlèvements non signalés par l'État ou les familles dans un souci de discrétion ou par crainte de représailles, ce qui pousse certains spécialistes à estimer que le nombre réel d'enlèvements est dix fois plus élevé. Les enlèvements politiques ou terroristes les plus médiatisés ne représentent qu'environ 1 % du total.
Le chiffre d'affaires de l'industrie de l'enlèvement criminel dans le monde, selon le consultant spécialisé John Chase, serait de 500 millions de dollars (377 millions d’euros) en 2010 pour 100 à 200 victimes occidentales assurées. Dorothée Moisan, journaliste à l'Agence France-Presse, l'estime quant à elle à un milliard d'euros. Selon une étude du leader mondial de l’assurance kidnapping et rançon (en) Hiscox en 2009, la principale méthode d'enlèvement est devenue la piraterie : 82 % des prises d'otages qui ont eu lieu en 2008 étaient des actes de piraterie contre 53 % en 2004.
Les nationalités les plus touchées sont : en premier les Chinois (du fait qu'ils représentent la population la plus importante, dont une bonne partie émigrée) puis les Français, du fait de nombreuses entreprises françaises installées à l'étranger, d'interventions à titre humanitaire dans des zones de conflits, et parce que leur culture de sécurité serait moins aiguë que celle des Nord-Américains ou des Anglais ; les Allemands, les Philippins, les Russes, les Britanniques, les Indiens, les Espagnols, les Coréens du Sud, les Italiens et les Ukrainiens.

### Enlèvement d'enfants
On distingue différents types d'enlèvement d'enfants.
- L'un des deux parents – aidé ou non par des complices, parfois rémunérés –, souvent à la suite d'un divorce, enlève son propre enfant à son ex-conjoint, qui en a obtenu légalement la garde dans son pays de résidence. Il arrive que le parent « ravisseur » emmène l'enfant dans un autre pays, où il espère faire valoir plus facilement ses droits. Ces problèmes interviennent le plus souvent dans le cas de couples de nationalités différentes (cas de mariage mixte ou, plus exactement, de mariage transnational), chacun des parents se basant sur la législation de son pays d'origine pour obtenir gain de cause (Jugendamt en Allemagne). Il existe du reste des sites web proposant de recruter des personnes pour procéder à ce type particulier d'enlèvement d'enfant[réf. nécessaire].
- Un inconnu enlève un mineur ou plus généralement un bébé pour qu'il devienne son propre enfant. Le fait est généralement commis par des femmes, ou des couples, psychologiquement fragiles, en « mal d'enfant » ou ayant perdu un enfant en bas âge[réf. nécessaire].
- Un inconnu enlève un enfant dans un but purement criminel : enlèvement contre rançon, viol, torture, assassinat, traite des êtres humains, etc.
- L'utilisation abusive par un État, du motif de protection de l'enfance afin de retirer ses enfants à une famille discriminée religieusement ou ethniquement (Générations volées en Australie, Barnevernet en Norvège), et ce, à l'encontre des règlements internationaux.

Des analyses ADN permettent de mettre en évidence qu'un enfant a été enlevé[Comment ?].

## Législation par pays

### Canada
En droit pénal canadien, l'enlèvement est interdit en vertu de l'article 279 du Code criminel.

« 279 (1) Commet une infraction quiconque enlève une personne dans l’intention :
a) soit de la faire séquestrer ou emprisonner contre son gré;
b) soit de la faire illégalement envoyer ou transporter à l’étranger, contre son gré;
c) soit de la détenir en vue de rançon ou de service, contre son gré. »

La peine maximale de l'enlèvement peut en théorie aller jusqu'à l'emprisonnement à perpétuité. La peine est encore plus sévère s'il y a usage d'une arme à feu car dans ce cas, le législateur impose en outre une peine minimale de 4 ou 5 ans, selon le cas. Lorsqu'il y a récidive avec usage d'une arme à feu, la peine minimale est de 7 ans. Lorsqu'il s'agit de déterminer si l'accusé est un récidiviste au sens de la disposition, le législateur demande au tribunal de tenir compte de condamnations antérieures pour des infractions pénales connexes énumérées dans la disposition. Lorsque la victime de l'enlèvement est âgée de moins de 16 ans, l'emprisonnement à perpétuité est accompagnée d'une peine minimale de cinq ans, sauf s'il s'agit d'un enlèvement parental, auquel cas il n'y a pas de peine minimale.
D'après le Service des poursuites pénales du Canada, « l’article 282 du Code criminel interdit les enlèvements d’un enfant par un parent dans des situations où une ordonnance de garde a été rendue par un tribunal canadien ».
La séquestration est une infraction distincte prévue à l'article 279 (2) du Code criminel. Elle est caractérisée par une « [TRADUCTION] contrainte physique  contraire à la volonté de la personne retenue entraînant une privation de  la liberté de se déplacer d'un endroit à un autre ».

### France
En France, depuis 2002, selon l'article 224-1 du code pénal, « le fait, sans ordre des autorités constituées et hors les cas prévus par la loi, d'arrêter, d'enlever, de détenir ou de séquestrer une personne, est puni de vingt ans de réclusion criminelle. Les deux premiers alinéas de l'article 132-23 relatif à la période de sûreté sont applicables à cette infraction. Toutefois, si la personne détenue ou séquestrée est libérée volontairement avant le septième jour accompli depuis celui de son appréhension, la peine est de cinq ans d'emprisonnement et de 75 000 euros d'amende, sauf dans les cas prévus par l'article 224-2. »
Selon l'article 224-2 du même code, « l'infraction prévue à l'article 224-1 est punie de trente ans de réclusion criminelle lorsque la victime a subi une mutilation ou une infirmité permanente provoquée volontairement ou résultant soit des conditions de détention, soit d'une privation d'aliments ou de soins. Elle est punie de la réclusion criminelle à perpétuité lorsqu'elle est précédée ou accompagnée de tortures ou d'actes de barbarie ou lorsqu'elle est suivie de la mort de la victime. Les deux premiers alinéas de l'article 132-23 relatif à la période de sûreté sont applicables aux infractions prévues par l'[…]article. »
Selon l'article 224-5 du même code, « lorsque la victime de l'un des crimes prévus aux articles 224-1 à 224-4 est un mineur de quinze ans, la peine est portée à la réclusion criminelle à perpétuité si l'infraction est punie de trente ans de réclusion criminelle et à trente ans de réclusion criminelle si l'infraction est punie de vingt ans de réclusion criminelle. Les deux premiers alinéas de l'article 132-23 relatif à la période de sûreté sont applicables dans les cas prévus par l'[…]article. »

#### Doctrine française de gestion des enlèvements
Selon le spécialiste de géopolitique Mathieu Guidère, la « doctrine française » de la gestion des enlèvements de Français dans le monde est interventionniste, considérant que le « chef de l'État est responsable de la sécurité de ses citoyens » et que l'État doit négocier pour payer des rançons grâce aux fonds spéciaux des services de renseignements tandis que pour la « doctrine anglo-saxonne », cette gestion relève de « la responsabilité individuelle de la personne enlevée ou de son employeur ». Il semble que les autorités françaises aient opéré un revirement depuis l'opération Serval, mettant plutôt en pratique une nouvelle doctrine de non-paiement de rançon.

#### Statistiques françaises
Une soixantaine de Français sont enlevés dans le monde chaque année. Le ministère des Affaires étrangères ne reconnaît officiellement que les otages politiques. Les prises d'otages non signalées par l’État ou les familles dans un souci de discrétion ou par crainte de représailles, sont considérés comme des enlèvements crapuleux.